# Fabrique de cigares de Navarrenx
La fabrique de cigares de Navarrenx est un ancien lieu de fabrication de cigares situé à Navarrenx, dans la région du Béarn, en France. Elle produit pendant une vingtaine d'années des cigares de fabrication artisanale, réalisés par des ouvrières cubaines à partir de tabac cultivé localement, vendus sous la marque Navarre. La fabrique est exploitée successivement par trois entreprises : le  Comptoir du tabac des Gaves et de l'Adour de 2002 à 2009, la société 3F de 2010 à 2016, et Hedon Cigares de 2016 à 2020.

## Comptoir du tabac des Gaves et de l'Adour (2002-2009)
La fabrique de cigares de Navarrenx est fondée par Noël Labourdette, un ancien cadre de la Caisse des dépôts et consignations
, associé en 2001 à Bruno Delport, homme d’affaires parisien, et à Sam Bernett, cadre dans les médias et ancien vice-président d'Euro Disney. Ce dernier entretient des relations avec Cuba, où il a été conseiller auprès du ministre du tourisme.
Les trois actionnaires créent en 2002 la société Comptoir du tabac des Gaves et de l'Adour. Celle-ci acquiert l'ancienne caserne militaire située au centre de Navarrenx, dans la région du Béarn, en France, et réalise des travaux pour installer l'unité de production des cigares, ce qui représente un investissement d'environ 1 million d'euros.
Des essais sont réalisés entre 2002 et 2004. L'entreprise se fournit auprès d’un agriculteur local nommé Christophe Congue, qui cultive du tabac brun sur une parcelle dans la commune proche de Moumour. Elle recrute et fait venir en France deux ouvrières qualifiées cubaines ainsi qu'un tabaculteur professionnel. Une dizaine d'autres salariés, principalement des ouvrières de production, sont embauchés en faisant appel à la main d'œuvre locale,.
Le lancement commercial du produit, sous la marque Navarre, a lieu en novembre 2005. Un événement de sortie officielle se tient à la Maison de l'Aquitaine à Paris, en présence d'artistes comme Eddy Mitchell et Carlos.
Le mode de fabrication des cigares est artisanal. La transformation a lieu dans la fabrique installée dans l'ancienne caserne, sur une surface de 1 400 mètres carrés, d'une capacité de production maximale de 200 000 unités par an. L'installation comprend un séchoir à ventilation manuelle et une chambre de fermentation pilotée par informatique. Le roulage des cigares est réalisé à la main par les ouvrières.
La distribution du produit, vendu 11 euros pièce, est assurée directement par l'entreprise. Elle passe par le réseau des détaillants buralistes et par des restaurants de luxe, dans le Sud-Ouest de la France et à Paris. Le modèle économique repose sur les critères du marché du luxe, le produit étant appelé à susciter sa propre demande.  Son principal argument de vente repose sur sa fabrication en France. L'entreprise prévoit d'atteindre un chiffre d'affaires de 2,5 M€,,.
Bien que le tabac soit très nocif pour la santé humaine, le cigare Navarre connaît un succès commercial. Le Comptoir du tabac des Gaves et de l'Adour revendique 30 000 pièces vendues les premiers mois, un chiffre supérieur à ses prévisions. La marque Navarre accède rapidement à une certaine notoriété auprès des consommateurs de cigares, l'entreprise bénéficiant de relais dans la presse et d'une présentation élogieuse dans la revue Vins et Cigares. 100 000 unités sont écoulées pour l'exercice 2006-2007, dans 300 points de vente en France et à l'export. L'entreprise diversifie sa gamme en produisant trois modèles de cigares de longueurs différentes.
Cependant, le succès est de courte durée. En avril 2009, l'entreprise est placée en redressement judiciaire. Ses dirigeants envisagent une stratégie de diversification qui passerait par la fabrication mécanisée de cigarillos, mais ils ne parviennent pas à réaliser leur projet. Le Comptoir du tabac des Gaves et de l'Adour est mis en liquidation judiciaire le 8 décembre 2009, une quinzaine de salariés sont licenciés. Les responsables attribuent la faillite aux conséquences de la crise économique mondiale de 2008.

## Société 3F (2010-2016)
Après la cessation du Comptoir du tabac des Gaves et de l'Adour, la fabrique de cigares de Navarrenx trouve rapidement un repreneur en la personne de l'homme d'affaires Thierry Frontère, ancien dirigeant du groupe de communication Editialis. Celui-ci rachète l'installation par le biais de sa holding familiale, la société 3F, et relance la production de cigares en novembre 2010.
Le nouveau dirigeant conserve la fabrique, la méthode de production artisanale, les caractéristiques du produit et la marque Navarre. Il conduit une stratégie de diminution des coûts de production en augmentant la productivité. À cet effet, il réduit le nombre de salariés, au nombre de six, et choisit de conserver les ouvrières cubaines de l'entreprise précédente, plus qualifiées que leurs homologues françaises, ainsi que le tabaculteur cubain comme responsable de la qualité.
Il modifie également la stratégie de commercialisation des cigares Navarre, en concluant un accord de distribution avec la société Altadis pour assurer l'écoulement de la production auprès des détaillants, en recrutant une force de vente pour commercialiser les produits, et en développant la vente à l'export par le réseau des ambassades de France,,.
La fabrique de cigares de Navarrenx est utilisée comme support de marketing : la boutique est aménagée en lieu de réception et en attraction touristique. Le parcours de visite comprend des espaces de présentation des étapes de fabrication, accompagnés de panneaux explicatifs, et permet à la clientèle d'observer la production. Un espace de consommation est prévu sur place. Des événements promotionnels tels que des ateliers de roulage de cigare et des dégustations de produits régionaux y sont organisés,.
Sous cette nouvelle direction, les cigares renouent avec le succès commercial. En février 2012, l'entreprise 3F-Cigares Navarre obtient le label entreprise du patrimoine vivant délivré par le ministère de l'économie et des finances français. À cette occasion, elle fait l'objet d'une visite ministérielle de Frédéric Mitterrand, ministre français de la culture, en mars 2012. Elle bénéficie à nouveau d'une couverture favorable dans la presse spécialisée (un article dans L’Amateur de cigare en septembre 2012) et la presse magazine (Paris Match en 2013). 60 000 unités sont vendues en 2012 et les livraisons à l'étranger augmentent,. La marque Navarre acquiert ainsi une notoriété internationale et est représentée dans les salons spécialisés.
En 2016, le dirigeant Thierry Frontère revend l'entreprise. Il meurt peu après.

## Hedon Cigares (2016-2020)
Le nouveau propriétaire de la fabrique de cigares est un homme d'affaires italien nommé Renato Angiolillo, qui poursuit l'activité sous la marque Hedon Cigares.
L'entreprise s'engage dans un nouveau développement, avec pour objectif d'atteindre 1 million d'unités produites par an à terme, en étendant la surface de culture de tabac sur une dizaine d'hectares. Elle s'appuie sur une stratégie d'innovation, conduisant des recherches sur les variétés botaniques du tabac et sur de nouveaux formats de cigares. La stratégie de commercialisation continue de reposer sur le circuit des buralistes et des palaces. Elle est complétée d'une communication événementielle consistant à participer à des ventes aux enchères et à des soirées promotionnelles dans des restaurants luxueux.
À la fin des années 2010, l'entreprise rencontre des difficultés à l'origine de plusieurs conflits judiciaires. Elle est à la fois en procès avec l'agriculteur qui a été son fournisseur de feuilles de tabac, avec l'ancienne responsable de la production licenciée pour motif économique, et avec le propriétaire des murs de la fabrique. Ce dernier, Alexandre Frontère, est le fils de l'ancien dirigeant et a hérité du bâtiment. Il accuse la société Hedon Cigares d'impayés de loyers, ce qui entraîne l'expulsion de cette dernière en août 2020 et l'arrêt de la production,.